# Municipio de Deer Creek (condado de Mills)
El municipio de Deer Creek (en inglés: Deer Creek Township) es un municipio ubicado en el condado de Mills en el estado estadounidense de Iowa. En el año 2010 tenía una población de 182 habitantes y una densidad poblacional de 1,98 personas por km².

## Geografía
El municipio de Deer Creek se encuentra ubicado en las coordenadas 40°56′40″N 95°26′31″O / 40.94444, -95.44194. Según la Oficina del Censo de los Estados Unidos, el municipio tiene una superficie total de 91.93 km², de la cual 91,93 km² corresponden a tierra firme y (0 %) 0 km² es agua.

## Demografía
Según el censo de 2010, había 182 personas residiendo en el municipio de Deer Creek. La densidad de población era de 1,98 hab./km². De los 182 habitantes, el municipio de Deer Creek estaba compuesto por el 96,7 % blancos, el 2,2 % eran de otras razas y el 1,1 % eran de una mezcla de razas. Del total de la población el 2,2 % eran hispanos o latinos de cualquier raza.